# Järrestads landskommun
Järrestads landskommun var en tidigare kommun i dåvarande Kristianstads län.

## Administrativ historik
Kommunen bildades i Järrestads socken i Järrestads härad i Skåne när 1862 års kommunalförordningar trädde i kraft.
Vid kommunreformen 1952 uppgick kommunen i Simrishamns stad som 1971 ombildades till Simrishamns kommun.